# Parafia Archikatedralna Świętego Stanisława Kostki w Łodzi
Parafia Świętego Stanisława Kostki w Łodzi (Archikatedralna) – parafia rzymskokatolicka znajdująca się w archidiecezji łódzkiej w dekanacie Łódź-Śródmieście.
Erygowana 1 stycznia 1909. Mieści się przy ulicy Piotrkowskiej 265. Kościół parafialny (archikatedra) wybudowany w latach 1901–1927.

## Proboszczowie
- 1910–1922 Wincenty Tymieniecki
- 1922–1936 Wacław Wyrzykowski
- 1936–1939 Jan Cesarz
- 1945–1946 Wincenty Burakowski
- 1946–1948 Roman Rajchert
- 1948–1954 Stanisław Wiśniewski
- 1954–1959  Czesław Ochnicki
- 1959–1961  Ludwik Ziętek
- 1961–1972 Jan Fondaliński
- 1972–2001 Stefan Ciesielski
- 2001–2024 Ireneusz Kulesza[2][3]
- od 28 września 2024 ks. Jarosław Kaliński[3]